# Teroristické útoky 11. září 2001

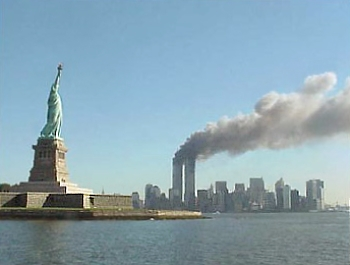
Pohled na zasažené věže WTC a Sochu Svobody

Útoky z 11. září 2001 (v USA označované také jako 9/11) byly sérií koordinovaných teroristických útoků, které se uskutečnily 11. září 2001 ve Spojených státech amerických. Provedlo je 19 příslušníků militantní islamistické organizace al-Káida. Ti unesli čtyři letadla na komerčních linkách společností American Airlines a United Airlines. Dvě z nich, let American Airlines 11 a let United Airlines 175, narazila do věží Světového obchodního centra v New Yorku, zabila všechny lidi na palubě a další uvnitř budov. Obě zasažené budovy se následkem nastalé požární situace ztížené mimořádným devastačním atakem do dvou hodin zhroutily, zničily blízké stavby a další poškodily. Třetí letadlo narazilo do Pentagonu, sídla Ministerstva obrany USA poblíž hlavního města USA, Washingtonu, D.C. Čtvrtý letoun se zřítil po souboji mezi teroristy a pasažéry letadla u města Shanksville v Pensylvánii. Letadlo letělo na Washington, D.C. a spekuluje se, že mělo za cíl zasáhnout Bílý dům anebo americký Kapitol.
Při útocích celkem zemřelo přibližně 3000 lidí včetně 19 únosců. Až na 55 vojáků ze 125 obětí, které zemřely v Pentagonu, byli oběťmi civilisté pocházející celkem z 90 zemí.
V reakci na útoky vyhlásily Spojené státy „válku proti terorismu“, provedly invazi do Afghánistánu a svrhly hnutí Tálibán, které poskytovalo zázemí teroristům z al-Káidy. Na domácí půdě pak zákonodárci schválili zákon rozšiřující pravomoci zpravodajských služeb. Mnoho dalších zemí také posílilo antiteroristickou legislativu a pravomoci svých bezpečnostních složek. Některé americké burzy zůstaly po útoku uzavřeny celý týden a po svém znovuotevření vykázaly ohromné ztráty zejména v pojišťovnictví a letecké dopravě. Zničení kancelářských prostor způsobilo škodu v řádech miliard dolarů.
Poškozený Pentagon byl opraven během jednoho roku. První opravenou budovou Světového obchodního centra se stala v roce 2006 budova číslo 7. Hlavní budova zvaná One World Trade Center byla dokončena 10. května 2013.

## Přípravy a motivace útoku

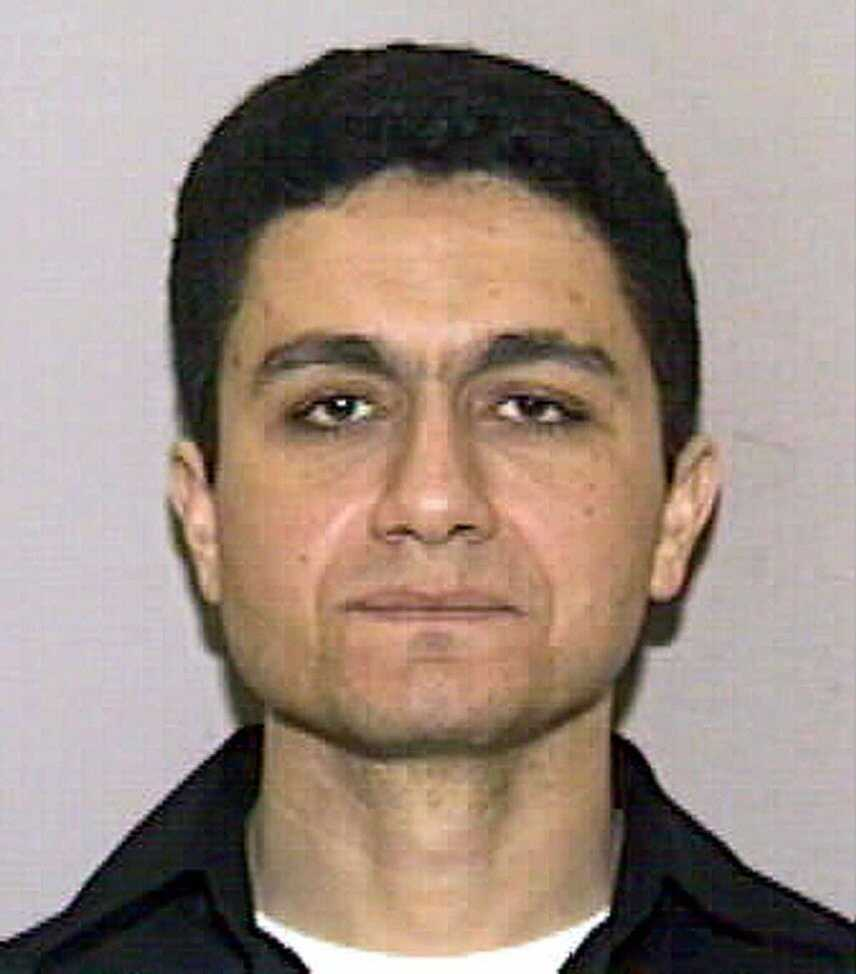
Muhammad Atta

### Operace Bojinka
Světové obchodní centrum figurovalo (např. vedle Bílého domu, Pentagonu a několika dalších) na seznamu amerických cílů v projektu Bojinka – plánu radikálních muslimů, v čele s Ramzi Jusefem, operujících toho času na Filipínách. Hlavní část operace Bojinka byl únos 12 letadel a zasažení několika cílů v USA a jihovýchodní Asii. Měl se odehrát v lednu 1995. Pouze náhoda (požár, který vypukl v sídle konspirátorů) přivedla filipínskou policii na stopu útočníků a celý plán byl překažen. Všechny dostupné materiály o únosech a útocích (s použitím dopravních letounů jako zbraně) byly poskytnuty mimo jiné i americkým agenturám CIA a FBI.

### Atentátníci

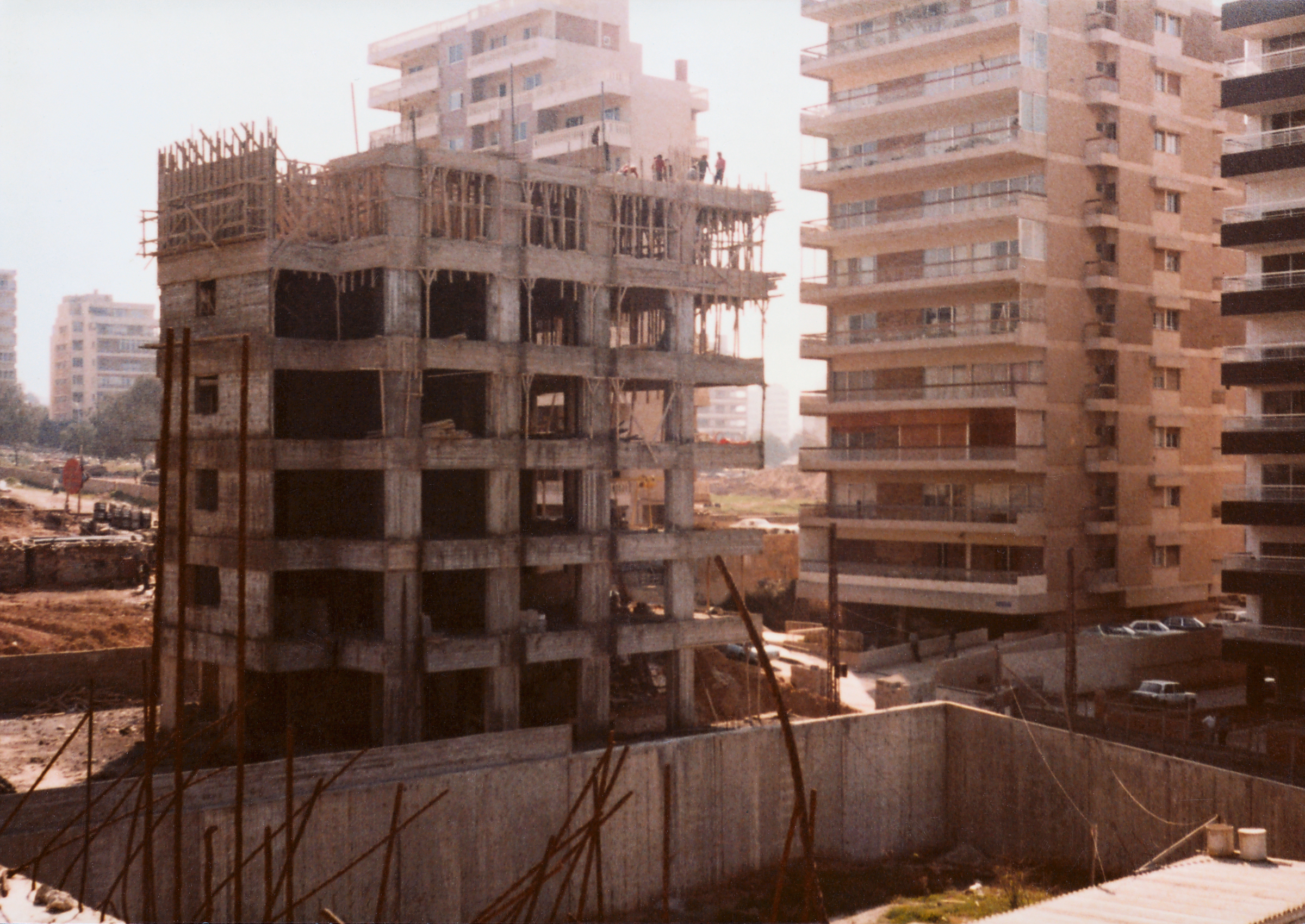
Zničené budovy v Bejrútu po izraelském náletu, 1982. Usáma bin Ládin později prohlásil "A když jsem se díval na ty zbořené věže v Libanonu, napadlo mě, že bychom měli oplatit utlačovateli stejnou mincí a že bychom měli zničit věže v Americe, aby okusili něco z toho, co jsme okusili my..."

Seznam únosců, kteří dle závěrů vyšetřování FBI spáchali útoky:
- Let American Airlines 11: Muhammad Atta (Egypt), Abdulaziz al-Omari (Saúdská Arábie), Waleed al-Shehri (Saúdská Arábie), Wail al-Shehri (Saúdská Arábie), Satam al-Suqami (Saúdská Arábie)
- Let United Airlines 175: Fayez Banihammad (Spojené arabské emiráty), Ahmed al-Ghamdi (Saúdská Arábie), Hamza al-Ghamdi (Saúdská Arábie), Marwan al-Shehhi (Spojené arabské emiráty), Mohald al-Shehri (Saúdská Arábie)
- Let American Airlines 77: Hani Hanjour (Saúdská Arábie), Nawaf al-Hazmi (Saúdská Arábie), Salem Alhazmi (Saúdská Arábie), Khalid al-Mihdhar (Saúdská Arábie), Majed Moqed (Saúdská Arábie)
- Let United Airlines 93: Ahmed al-Haznawi (Saúdská Arábie), Ahmed al-Nami (Saúdská Arábie), Ziad Jarrah (Libanon), Saeed Al-Ghamdi (Saúdská Arábie)

Celou skupinu vedl Muhammad Atta.

## Útoky

### Chronologie

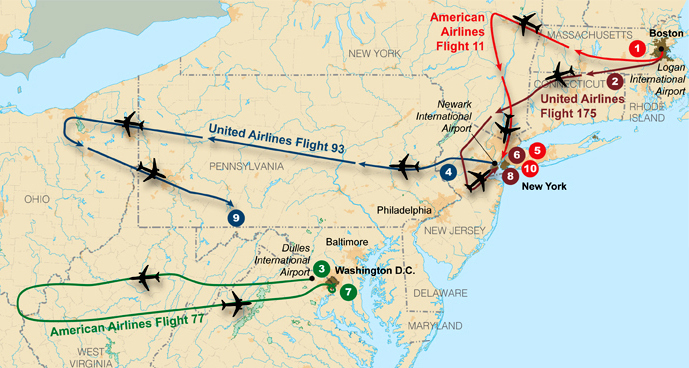
Trasy čtyř letů během 11. září

Mapa útoků na WTC (letadla nejsou v měřítku)

Schéma útoku na WTC

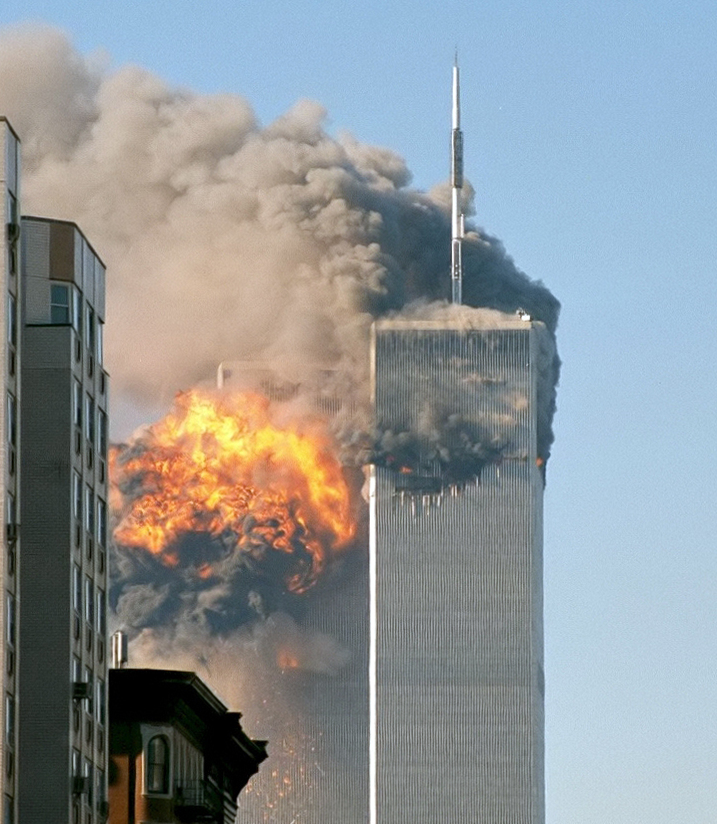
Severní strana jižní věže krátce po zásahu (Let 175)

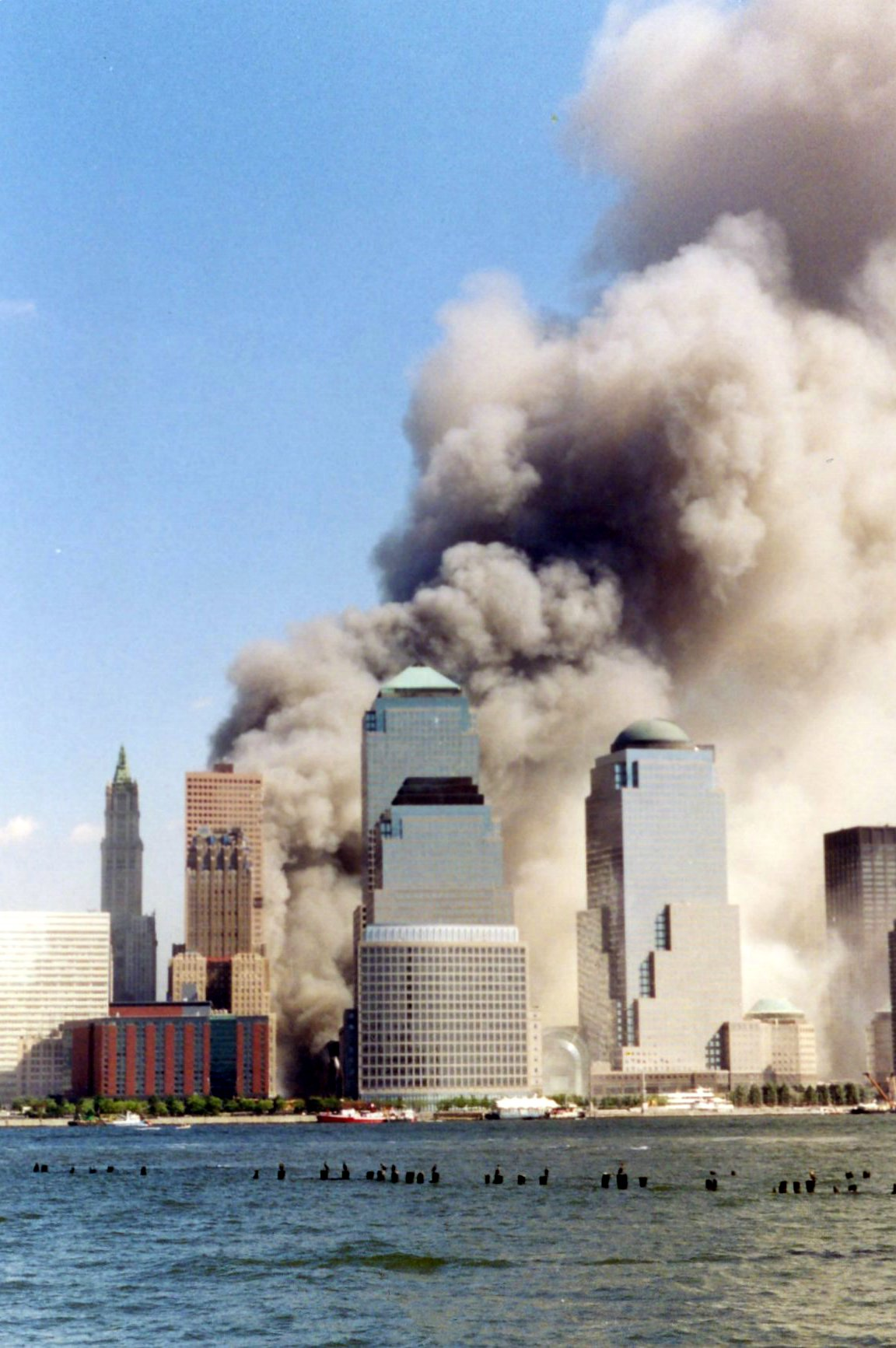
Zřícení věží

Všechny časy jsou místní časy v pásmu UTC-4 platném v době útoků na východním pobřeží USA. V České republice tehdy platil středoevropský letní čas, který ukazuje o 6 hodin více.
- 7:58 Let United Airlines 175 se na letišti v Bostonu zařadil do fronty letadel a čeká na povolení ke startu.
- 7:59 Let American Airlines 11 odstartoval z letiště v Bostonu k letu do Los Angeles. Na palubě Boeingu 767 bylo 81 pasažérů, 2 piloti, 9 členů posádky.
- 8:10 Let American Airlines 77 odstartoval z Dullesova mezinárodního letiště ve Washingtonu, D.C. k letu do Los Angeles. Na palubě letounu Boeing 757 bylo 58 pasažérů, 2 piloti, 4 členové posádky.
- 8:13 Boeing 767 na letu 11 se odchýlil z kurzu o 20°, a přestal komunikovat s leteckou kontrolou, o 7 minut později byl vypnut identifikační signál.
- 8:14 Let United Airlines č. 175 dostal povolení ke startu a vzlétl z Bostonu směr Los Angeles. Na palubě bylo 56 pasažérů, 2 piloti a sedmičlenná posádka.
- 8:20 Let American Airlines č. 77 odstartoval k letu z Washingtonu, D.C. do Los Angeles. Na palubě letounu bylo 58 pasažérů, 2 piloti a čtyřčlenná posádka.
- 8:42 Proběhla poslední radiokomunikace letu č. 175 se zemí. Ve stejné době odstartoval z letiště v Newarku Let United Airlines 93 do San Franciska. Na palubě bylo 38 pasažérů, 2 piloti a pětičlenná posádka. Letoun odstartoval se 42 minutovém zpožděním, kvůli pomalému provozu na letištní dráze.
- 8:46 Let American Airlines 11 narazil v rychlosti 790 km/h do severní věže Světového obchodního centra. Budova byla zasažena mezi 94. a 98. patrem (kabina letadla zasáhla 96. patro). Došlo k okamžitému vznícení paliva a uvěznění všech lidí v patrech nad místem nárazu letadla.
- 8:51 Poslední radiokomunikace letu č. 77 se zemí.
- 9:03 Let United Airlines 175 narazil v rychlosti 950 km/h do jižní věže Světového obchodního centra mezi 78. a 84. patrem (kabina letadla zasáhla 80. patro). Náraz letadla v televizi byl přenášen v přímém televizním přenosu a mohly ho tak vidět miliony lidí po celém světě. Federální letecká správa uzavřela všechna letiště v New Yorku.
- 9:21 Všechny tunely a mosty v New Yorku byly uzavřeny.
- 9:25 Federální letecká správa uzavřela americký vzdušný prostor a přikázala všem vnitrostátním linkám okamžitě přistát.
- 9:27 Poslední radiokomunikace letu č. 93 se zemí.
- 9:29 Prezident George W. Bush poprvé po útoku promluvil k národu.
- 9:37 Let American Airlines 77 narazil do budovy Pentagonu. Bylo zabito všech 64 lidí na palubě a dalších 125 v budově.
- 9:45 Bílý dům a Kongres byly evakuovány.
- 9:49 Všechna letiště v USA byla uzavřena.
- 9:58 Operátor záchranného telefonního systému je informován pasažérem letu č. 93 o unesení letadla.
- 9:59 Jižní věž WTC se zhroutila 56 minut po zasažení letadlem.
- 10:03 Let United Airlines 93 se zřítil do polí v Pensylvánii, 120 km jižně od Pittsburghu poté, co se pasažéři na palubě proti teroristům vzbouřili a pokusili se získat nad letadlem kontrolu. Proběhly evakuace sídla OSN a centrály NATO v Bruselu. Stejně jako uzavření všech hraničních přechodů USA s Mexikem.
- 10:10 Zhroutila se část Pentagonu.
- 10:28 Zhroutila se Severní věž WTC. Spolu s věží byl zničen i přilehlý hotel Marriott.
- 14:00 Ukončení všech finančních operací na akciových trzích v USA.
- 14:21 Americká armáda rozmístila v okolí New Yorku a Washingtonu, D.C. protiletecký raketový systém.
- 14:40 Proběhla první tisková konference po katastrofě vedená starostou New Yorku Rudolphem Giulianim.
- 16:25 Hlavní akciové trhy v USA potvrdily zastavení obchodování i na následující den.
- 17:20 Došlo ke zhroucení budovy 7 Světového obchodního centra. Další budovy byly zničeny nebo vážně poškozeny troskami z pádu „dvojčat“.
- 20:30 Americký prezident George W. Bush přednesl v televizi svůj projev k národu.

### Ztráty na životech
| Oběti (bez únosců) | Oběti (bez únosců)       | Oběti (bez únosců) |
| ------------------ | ------------------------ | ------------------ |
| New York           | Světové obchodní centrum | 2 606              |
| New York           | Let American Airlines 11 | 87                 |
| New York           | Let United Airlines 175  | 60                 |
| Arlington          | Pentagon                 | 125                |
| Arlington          | Let American Airlines 77 | 59                 |
| Shanksville        | Let United Airlines 93   | 40                 |
| Celkem             | Celkem                   | 2 977              |

Počet obětí teroristických útoků dosáhl 2977 lidí, přičemž do seznamu není zahrnuto 19 sebevražedných únosců.
Místní Úřad hlavního koronera uvádí, že při útocích na New York zahynulo celkem 2749 lidí, z toho 147 pasažérů a členů posádek obou letů. Toho dne se v obou budovách Světového obchodního centra nacházelo 17 500 lidí, kteří pravidelně přicházeli mezi půlnocí a 8:47. Dalších 940 jich bylo zapsáno v hotelu Marriott, který byl umístěn mezi nimi.
Přibližně 15 000 lidí se dostalo ven (téměř všichni pod zónou nárazu); přinejmenším 1500 lidí v obchodním centru (možná mnohem více) přežilo nárazy letadel, ale zemřelo, protože se jim nepodařilo uniknout z místností, kde se nalézali, nebo z výtahů, dokud ještě budovy stály. V patrech, která zasáhla letadla (tedy natolik blízko, aby zemřeli okamžitě), se nacházelo necelých 600 lidí. V Pentagonu zahynulo přesně 125 lidí. Oběti v unesených letadlech se evidují v počtu 87 pro let č. 11, 59 pro let č. 77, 40 pro let č. 93 a 60 pro let č. 175.
V důsledku celé tragédie zahynulo 343 hasičů, 87 příslušníků Port Authority Police Department, 28 newyorských policistů a 36 civilních zaměstnanců Pentagonu. V troskách přežilo pouhých 20 lidí. Úřady, kterým byla svěřena nelehká identifikace těl, pracovaly s více než 12 000 pozůstatky, leckdy velikosti pouhého úlomku kosti či zubu, které navíc i po pěti letech nacházely na střechách budov, jež obklopovaly Světové obchodní středisko (např. Deutsche Bank). K identifikaci byla použita technika analýzy DNA.
Simulace evakuace ukazují, že kdyby útoky proběhly později ten den (o 2 hodiny později), tak by jen ve WTC 1 zahynulo 6500 lidí a celkový počet obětí by přesáhl 10 000. Pokud by útoky proběhly stejně jak proběhly, ale budovy by byly zcela zaplněné, tak by zemřelo skoro 15 000 lidí. Brzké načasování útoků tak mnohonásobně omezilo počet obětí.
Pokud by UA 175 zasáhl už zasaženou WTC 1 ve stejné pozici jako zasáhl WTC 2, tak by pravděpodobně následoval okamžitý kolaps WTC 1 s přibližně 7 500 mrtvými (tj. vše stejné jako 11. září, ale UA 175 by v 9:03 zasáhl WTC 1) .
Původní plán použít k útoku mnohem masivnější letouny Boeing 747 byl únosci zavržen pro složitější kontrolu pasažérů na dvou palubách. Kdyby byla použita letadla Boeing 747 a k útoku došlo ve špičce pracovního dne (po 11. hodině), tak by počet mrtvých přesáhl 30 000. Kdyby proběhl tak, jak útok proběhl (nárazy kolem 9. ráno), tak by zemřelo 13 000 lidí. Zásah budov takto masivním letadlem v plné rychlosti by vedl k okamžitému pádu věží.

### Škody na budovách a infrastruktuře

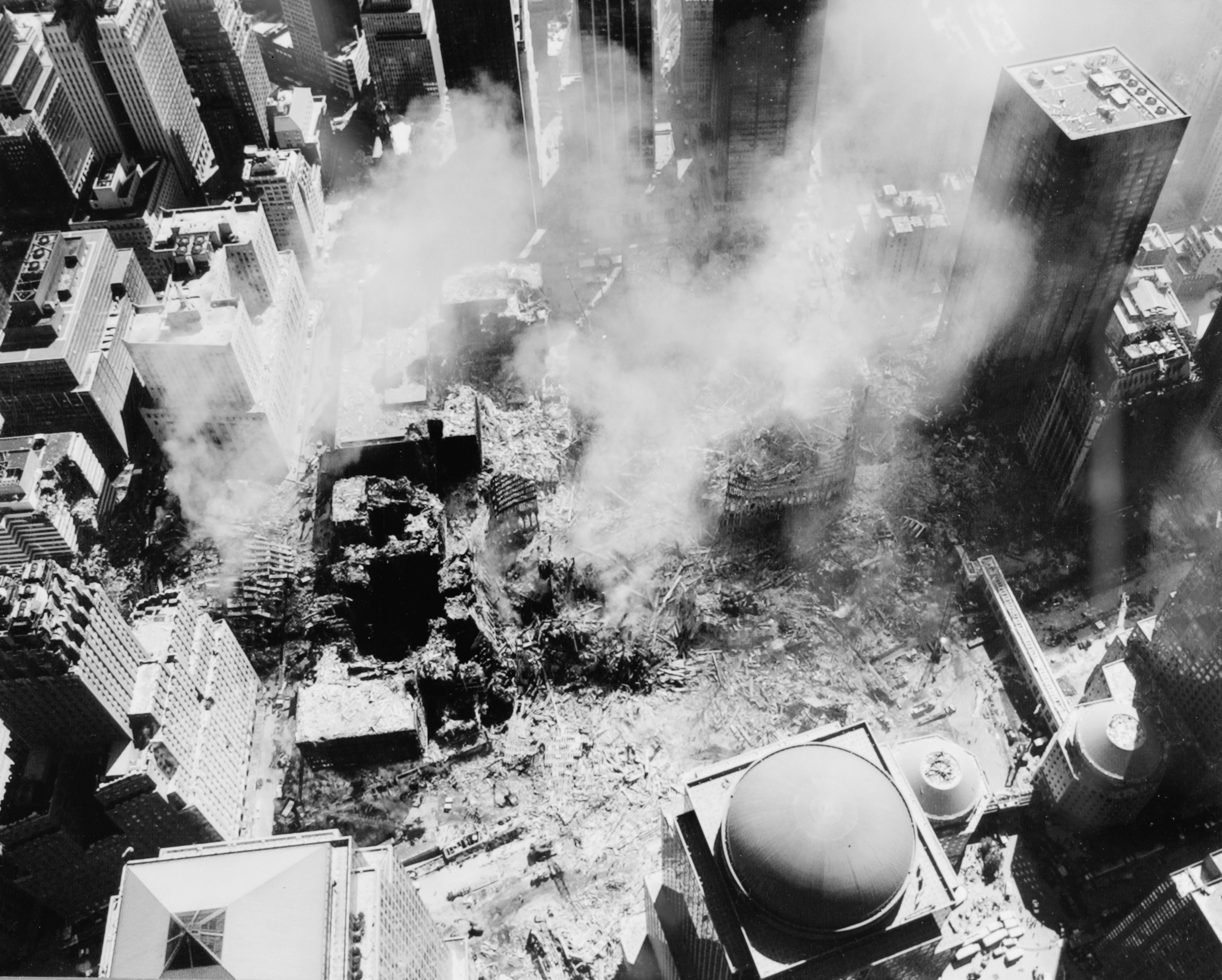
Letecký pohled na Ground zero 17. září 2001

Severní a Jižní věž světového obchodního centra, Hotel Marriott, WTC 7 a Řecký pravoslavný kostel Svatého Mikuláše byly kompletně zničeny. Budovy číslo 4, 5 a 6 a také obě lávky pro chodce byly vážně poškozeny. Budova Deutsche Bank na 130 Liberty Street byla částečně poničena a později zbourána. Také obě budovy Světového finančního centra byly poničeny.
Budova Deutsche Bank na 130 Liberty Street byla později prohlášena za neobyvatelnou z důvodu toxického zamoření vnitřních prostor budovy, proto byla následně rozebrána. Budova Fiterman Hall patřící Borough of Manhattan Community College na 30 West Broadway byla uzavřena kvůli rozsáhlému poškození a je přestavována. Blízké budovy 90 West Street a budova Verizon byly těžce poškozeny, ale opraveny. Středně poškozeny byly také budovy Světového finančního centra, One Liberty Plaza, the Millenium Hilton, a 90 Church Street. Chybějící telekomunikační signál původně vysílaný ze zničených vysílačů na střeše Severní věže byl záhy nahrazen.
Pentagon byl silně poničen v důsledku nárazu letu American Airlines 77, následný požár způsobil kolaps jedné ze sekcí budovy. Během přibližovacího manévru letoun svými křídly srazil několik sloupů veřejného osvětlení a svým pravým motorem narazil do elektrického generátoru před budovou. Letoun narazil do západní části budovy v úrovni prvního patra. Trosky letounu způsobily poškození do vzdálenosti 93 metrů od průniku letadla do budovy.

### Záchranné práce
Newyorský hasičský záchranný sbor vyslal k hašení požáru „dvojčat“ polovinu celého sboru, celkem 200 hasičských jednotek, jejichž řady byly posíleny mnohými hasiči, kteří ten den neměli mít službu. Newyorské policejní oddělení vyslalo pohotovostní jednotky a další policejní personál a také vrtulník. První sanitky začaly přijíždět na místo. Hasiči, policie a Přístavní správa nekoordinovali své úsilí. Z důvodů oddělených velitelských stanovišť nebyla zasahujícím hasičům předána informace o hrozícím kolapsu budov.
V newyorských nemocnicích, kam byli sváženi ranění, byl v následujících dnech vyhlášen zákaz vstupu pro novináře a veřejnost a nemocnice byly hlídány policií.
Záměrné neponechání si oceli z dopadových pater pro další vyšetřování (především velmi snadno identifikovatelných a relativně skladných jádrových sloupů) se stalo terčem kritiky pozůstalých obětí a odborné veřejnosti, která hned při započetí odklízení trosek před tímto varovala. I federální agentuře FEMA bylo v tomto zabráněno. Toto byl také jeden z pramenů konspiračních teorií.

## Důsledky teroristických útoků

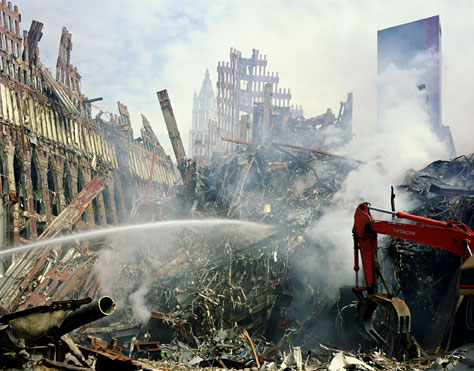
Trosky po zřícení „dvojčat“, autor Joel Meyerowitz

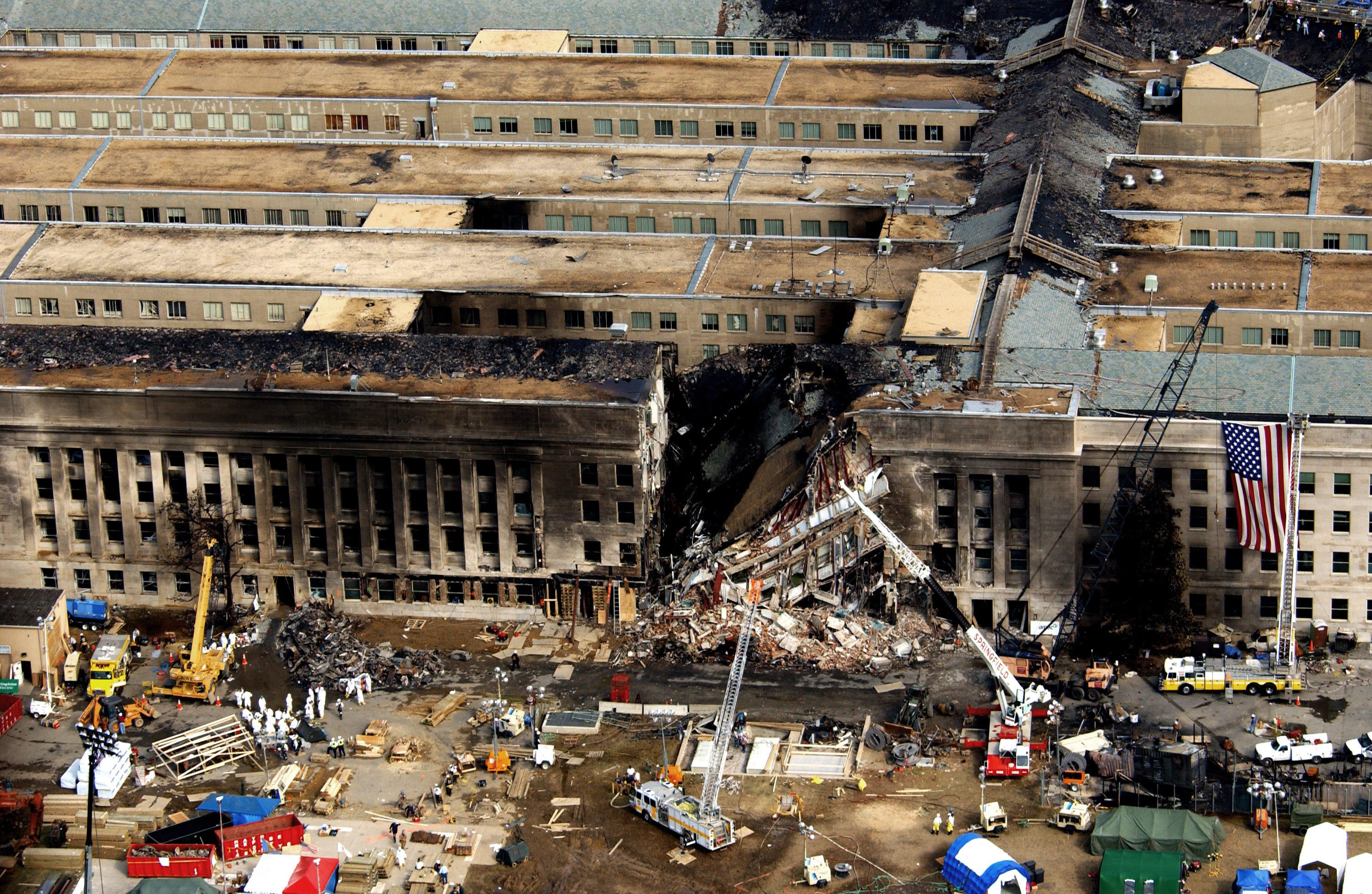
Následky nárazu do komplexu budov Pentagonu. Vnější budova se sesunula, autor Cedric H. Rudisill

Cíle útoků nebyly vybrány náhodně. Mrakodrapy Světového obchodního centra byly významnou dominantou na panoramatu Manhattanu, který je symbolem hospodářství Spojených států. Pentagon, sídlo Ministerstva obrany, je symbolem vojenské síly země. Je velmi pravděpodobné, že letadlo letu č. 93 mělo zasáhnout politický sektor americké společnosti. Podle závěru komise pro 11. září byl primárním cílem třetího útoku Bílý dům, záložním cílem byl Kapitol. Let 93 se však zřítil v důsledku vzpoury pasažérů u obce Shanksville v Pensylvánii asi 240 km od Washingtonu D.C.
Záběry a informace o teroristických útocích vysílala v reálném čase všechna významná světová media. Útoky měly výrazný vliv na mezinárodní politiku. Administrativa prezidenta George Bushe vyhlásila válku proti terorismu a následující měsíc americké síly vstoupily na území Afghánistánu. Státy NATO poprvé v historii organizace aktivovaly článek 5 Washingtonské smlouvy. Na domácí scéně administrativa prezidenta Bushe prosadila vlastenecký zákon, který výrazně rozšiřuje pravomoci bezpečnostních složek Spojených států. Kromě právních změn došlo k zavedení silnějších bezpečnostních opatření v letecké dopravě, které zahrnují například důkladnější bezpečnostní prohlídky na letišti nebo nasazení ozbrojených protiteroristických agentů na paluby komerčních letadel.

### Bezpečnost
Útoky měly nejvýraznější dopad na bezpečnostní status ve Spojených státech. Administrativa amerického prezidenta George W. Bushe, který nastoupil do úřadu teprve v lednu 2001, přijala rozsáhlý systém opatření a bezpečnostních omezení. Uvedla do praxe pěti bodovou stupnici, podle které jsou občané USA informováni o aktuálním stavu ohrožení. USA postupně přijímaly stále více omezení týkajících se stykem se zahraničními návštěvníky. Administrativa začala považovat za nutné brát na letištích otisky prstů, sbírat fotografie přijíždějících turistů apod. V návaznosti na války v Afghánistánu a Iráku začala protiteroristická opatření ve Spojených státech nabývat na významu.
Bushova administrativa zřídila též Ministerstvo vnitřní bezpečnosti, Centrum shromažďování údajů o hrozbě, Centrum pro monitorování terorismu a Správu pro bezpečnost v dopravě. Federální úřad pro vyšetřování (FBI) začal považovat boj s terorismem za nejvyšší prioritu, rozšířil bojové skupiny a také se pokouší zdokonalit komunikaci se CIA. Ta obnovila veškeré tajné operace a zaměřila se na výuku cizích jazyků. NSA, zahájila masivní sledování osobních dat uživatelů internetu.

### Politické důsledky

George W. Bush dostává hlášení o útocích

Přímým důsledkem teroristických útoků byla reakce vlády USA, jejíž bezprostřední gesto se dá charakterizovat intenzivním hledáním „uchopitelného“ viníka. Jelikož tajné služby více zemí nepochybovaly o vině teroristické sítě al-Káida, jediným prostorem pro vojenskou odvetu Spojených států se náhle stal Afghánistán, na jehož území al-Káida vedená Usámou bin Ládinem cvičila své oddané bojovníky ve vládou podporovaných táborech. 7. října 2001 USA podnikly první leteckou ofenzívu a následný vpád do této islámské země (viz Válka v Afghánistánu).
Dalším politickým důsledkem katastrofy z 11. září bylo vítané oteplení vztahů Ruska a USA. Ruský prezident Vladimir Putin velmi obratně využil tragédii a osobní projev sympatií či spoluúčasti a zasloužil se o rozvoj přátelských vztahů. Také Bush mohl počítat s pochopením Putina pro válku proti Tálibánu.
Vítaným důsledkem se stalo i naplnění cílů NATO novým smyslem. Severoatlantická aliance se opět semkla, tentokrát proti terorismu a snažila se poprvé v historii uplatnit článek 5 o pomoci spojenců napadenému členovi paktu.

### Reakce světa

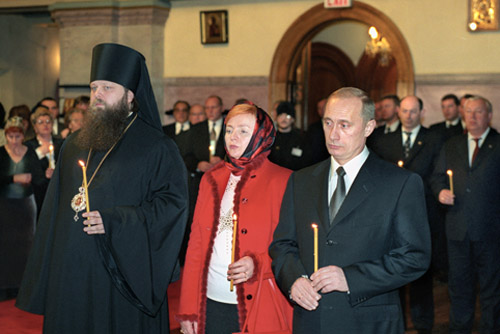
Ruský prezident Vladimir Putin uctívá v říjnu 2001 v pravoslavném chrámu památku obětí útoků

Reakce světových vůdců vyjadřovaly velmi podobné pocity. Pro britskou královnu Alžbětu II. byly útoky neuvěřitelným a totálním šokem, pro papeže Jana Pavla II. nevýslovným hororem. Generální tajemník OSN Kofi Annan vyjádřil přesvědčení, že se to dotklo všech v jeho působnosti a pro všechny je to traumatizující a strašná tragédie. Pro českého prezidenta Václava Havla to bylo hrozným varováním pro civilizaci, které nás vyzývá mobilizovat a převzít zodpovědnost za tento svět. Francouzský prezident Jacques Chirac přesvědčoval, že Francouzi plně soucítí s americkým lidem. Britský premiér Tony Blair zase poukázal na tento masový terorismus jako na nové zlo v dnešním světě. Italský premiér Silvio Berlusconi se neobával vyzvat na konfrontaci s teroristy, ruský prezident Putin jako první vyzývá mezinárodní společenství k sjednocení úsilí v boji proti terorismu. Japonský ministerský předseda Džuničiró Koizumi řekl, že takovýto druh terorismu nebude nikdy odpustitelný, vysoký představitel Evropské unie pro zahraniční a bezpečnostní politiku Javier Solana ubezpečoval, že Evropská unie bude pevně a plně stát za Spojenými státy, afghánský ministr zahraničních věcí Wakil Ahmed Muttawakil po útocích prohlásil, že Tálibán odsuzoval a stále odsuzuje jakýkoliv terorismus v jakékoliv formě. V iráckém rozhlase se však objevila vyjádření, které útoky označila za operaci století, kterou si USA zasloužily kvůli svým zločinům proti lidskosti. Naproti tomu kubánská vláda označila katastrofu za americkou národní tragédii.

### Ekonomický dopad

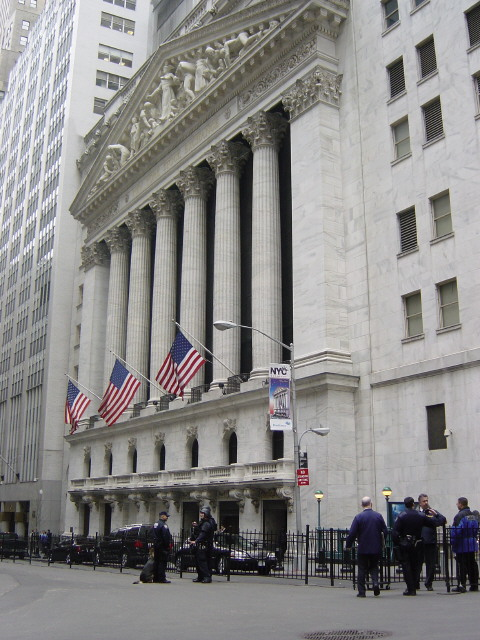
New York Stock Exchange byla v důsledku událostí z 11. září po 4 dny zavřena

Ekonomický dopad teroristických útoků na cíle v USA byl už v prvních dnech zřejmý. Analytici se však shodují v tom, že útoky nemohly výrazně zasáhnout ekonomiku Spojených států, která pracuje s penězi o objemu 5 až 10 biliard amerických dolarů, protože toto hospodářství je velmi diverzifikované a decentralizované na to, aby rána na jednom poli jeho působnosti odhalila jeho slabost. Touto slabostí a zároveň nejmocnější silou americké ekonomiky je vůle a zájmy řádového spotřebitele, které tyto útoky příliš nenarušily. Útoky byly ve své době největší pojistnou událostí způsobenou člověkem v historii, když pojistné nároky přesáhly 40 miliard dolarů.
Negativním ekonomickým dopadem byly především rychleji rostoucí ceny ropy na světových trzích, značné ztráty na příjmech amerických leteckých společností, kolaps cestovního ruchu v Evropě ze strachu cestovat letadlem a vysoký a roky rostoucí deficit státního rozpočtu USA, který vytvořil prostor pro masivní inflaci, a tím i postupný pád hodnoty dolaru vůči euru v průběhu roku 2002 a 2003, a též stoupající nezaměstnanost. V roce 2001 přišlo o práci více než 1 milión Američanů, přičemž množství vytvořených pracovních příležitostí tuto hranici ani zdaleka nepřekročilo. V prosinci 2001 dosáhla nezaměstnanost až hodnotu 5,8 %, což bylo nejvíce za předešlých šest let.

#### Výdaje státního rozpočtu USA
Rozpočet Bushovy administrativy se rozhodl věnovat 15 miliard dolarů na domácí bezpečnostní programy a Bílý dům vyčlenil v rámci své fiskální politiky pro rok 2002 na bezpečnost 34 miliard dolarů.
Podle Ministerstva obrany USA samotné vojenské operace v Afghánistánu stály přibližně 2,9 miliardy dolarů a 1,8 miliard stála ochrana amerických míst Národní gardou v době války.
Kompenzace ztrát amerických leteckých společností, které několik dní nemohly létat a kompenzace ztrát pro rodiny a pozůstalé obětí tragédie byla stanovena ve výši 13,6 miliard dolarů v letech 2001–2006. Z prvního balíku peněz, které Kongres poskytl americkému prezidentovi bezprostředně po 11. září pro boj s terorismem (40 miliard dolarů), Bílý dům vyčlenil pro obranu 17 miliard dolarů, 11 miliard přidělil městu New York a 10 miliard se věnovalo domácí bezpečnosti.

### Zdravotní dopad

#### Respirační onemocnění

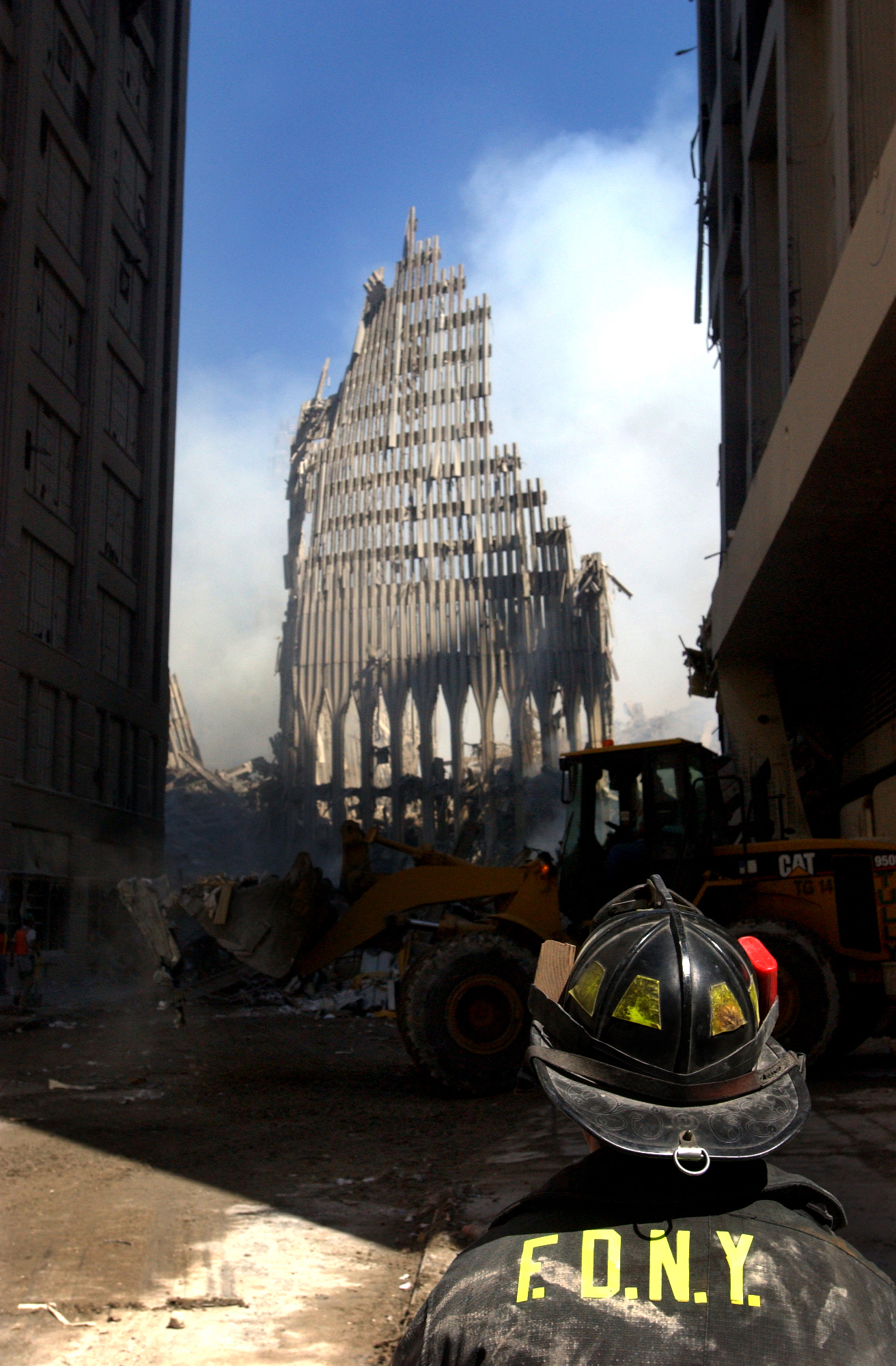
Hasič sleduje zbytky jižní věže

Teroristické útoky měly výrazný dopad na zdraví obyvatel New Yorku. Z budov se při jejich pádu uvolnilo veliké množství velmi jemného prachu, který pokryl široké okolí, někde až do výšky několika centimetrů. Obsahoval částice zdiva i vnitřního vybavení budov, ale též nebezpečné látky včetně zplodin z PVC, dioxiny, olova a karcinogenního azbestu z protipožárních izolací, rtuti z osvětlení a zplodiny z paliva doutnajícího pod zborcenými budovami Světového obchodního centra. Zejména dobrovolní záchranáři často pracovali bez dostatečného ochranného vybavení a později jim nebyla poskytnuta odpovídající zdravotní péče. Celkem bylo zdraví nebezpečnému prachu a zplodinám v dolním Manhattanu vystaveno 410 000 lidí. Podle poznatků programu WTC Medical Monitoring Treatment se u 20 000 z nich respirační onemocnění v minulých letech projevily. Dalším nebezpečím je rychlý rozvoj rakoviny u lidí zasažených prachem ze zřícených budov. New York City Department of Health hlásí 817 úmrtí na respirační onemocnění u policistů a hasičů zasahující v den tragédie (kteří pád přežili a dál operovali v oblasti), ale také u dobrovolných pomocníků při odklízení sutin a místních obyvatel.

#### Posttraumatická stresová porucha
Podle studií zveřejněných deníkem New York Times obyvatelé New Yorku podléhají po zářijových událostech roku 2001 dvakrát častěji depresím než ostatní Američané. U mnohých byla diagnostikovaná posttraumatická stresová porucha. Podle hloubkových studií až 13 % obyvatel New Yorku prožilo v den tragédie akutní paniku a záchvat strachu, pocit ohrožení vlastní existence, což potvrzuje i Newyorská akademie medicíny. Deset procent obyvatel v souvislosti s tragédií pociťovalo depresi, mnozí trpěli vážnou nespavostí.[zdroj?]
V lednu 2014 Newyorská policie obvinila 106 lidí z neoprávněno užívání sociálních dávek pro invalidy. Obvinění údajně uvedli úřady v omyl když tvrdili, že v důsledku událostí z 11. září 2001 trpí psychickými problémy, které jím neumožňují nadále pracovat. Mezi obviněnými je 72 bývalých policistů a 8 hasičů.

### Kulturní dopad
Útoky také měly velký vliv na filmovou tvorbu. Zhruba 45 filmů bylo dodatečně nebo v průběhu produkce pozměněno, zrušeno úplně nebo posunuta jejich premiéra. Změny zahrnovaly zejména odstranění scén připomínajících útok či samotného výskytu WTC. V prvním díle chystané premiérové osmé řady seriálu Přátelé došlo k vystřižení několika scén a natočení jiných, neboť v původním scénáři Chandler vtipkoval o letecké bezpečnosti. Jedna z epizod seriálu Pokémon, konkrétně díl Tentacool and Tentacruel, byl v americkém vysílání zakázán, jelikož v tomto díle útočí pokémoni na mrakodrapy. Epizodu Pokémonů A Scare in the Air americká vysílání nezrušila, ale přejmenovala na Spirits in the Sky. Události kolem útoků byly také mnohokrát zpracovány ve filmech i dokumentech vyrobených pro kina, televizi či amatéry. Níže zmíněné snímky byly uvedeny také v českých kinech:
- Let číslo 93 – americko-britský hraný film režiséra Paula Greengrasse o osudu cestujících a posádky letu 93 z roku 2006[31]
- World Trade Center – americký hraný film režiséra Olivera Stonea z roku 2006[32]
- Fahrenheit 9/11 – americký dokumentární film režiséra a aktivisty Michaela Moora z roku 2004.

### Konspirační teorie
Po útocích se vynořila řada konspiračních teorií zpochybňujících oficiální verzi útoků. Stoupenci konspiračních teorií vycházejí z nesrovnalostí a rozdílů od oficiálních prohlášení. Tvrdí, že americká vláda o útocích věděla a nezabránila jim, nebo je dokonce sama organizovala. Podle jedné z teorií bylo Světové obchodní centrum zničeno řízenou demolicí a někteří spekulují o tom, že poškození Pentagonu nezpůsobilo linkové letadlo. Mezi filmy propagujícími alternativní teorie o útocích byl také virálně šířený dokument Zeitgeist: The Movie, který se útokům z jedné třetiny svého obsahu věnuje.

## Vyšetřování
Ihned po útocích započalo vyšetřování vedené FBI, které bylo uzavřeno s tím, že jsou jasné a nezvratné důkazy spojující Al Kaidu a Usámu bin Ládina s útoky. FBI se podařilo rychle identifikovat všechny únosce, včetně vedoucího skupiny Mohameda Atty, jehož zavazadlo objevené na Bostonském letišti obsahovalo mimo jiné seznam členů skupiny. 27. září byly zveřejněny fotky 19 únosců spolu s informacemi o nich.

### Komise pro 11. září
Národní komise pro teroristické útoky na Spojené státy, které předsedal bývalý guvernér státu New Jersey Thomas Kean, byla utvořena koncem roku 2002 s cílem připravit kompletní zprávu o okolnostech útoků, včetně možnosti na ně efektivně odpovědět. 22. července 2004 vydala Konečnou zprávu Komise k 11. září, která se stala terčem mnohostranné kritiky.

### Zhroucení budov Světového obchodního centra
Federal Emergency Management Agency dokončila studii o pádu budov v roce 2002. Prohlásila v ní že konstrukce budov WTC byla v pořádku a zhroutila se v důsledku zcela mimořádných faktorů, které stavitelé nemohli předpokládat. Zároveň vyzvala k dalšímu studiu. FEMA navrhla, že oslabení spojů bylo způsobeno oslabením podlahových trámů požáry, které nastaly následkem nárazu letadla. Podle zprávy FEMA a následné oponentury NISTu byly podlahy odděleny od hlavní konstrukce budovy, následně se sesunuly jedna na druhou, což vedlo k progresivnímu tj. „palačinkovému“ kolapsu.
Šetření FEMY bylo později revidováno, podrobnějším šetřením Národního institutu pro normy a technologie (NIST), který jí také konsultoval s odbornou veřejností. Vyšetřování bylo ukončeno v roce 2005. Stejně jako FEMA také NIST konstatovala správnost konstrukce WTC a dále také konstatovala, že se závažností útoků a rozsahem ničení neměla americká města dosud zkušenost. NIST také zdůraznil roli požárů, které však nebyly příčinou rozpadu spojů podlah s hlavní konstrukcí. Místo toho bylo zjištěno, že prohýbající se podlahy k sobě přitáhly obvodové sloupy: „To vedlo k vnitřnímu vyklenutí obvodových sloupů a jejich následnému selhání na jižní straně WTC 1 a na východní straně WTC 2 a zhroucení obou věží.“ 

### Interní prověrka CIA
Generální inspektor CIA kontrolující interní zprávy CIA před 11. zářím byl ostře kritický k práci vyšších důstojníků CIA, kteří neudělali vše potřebné pro zastavení terorismu. Zejména nezadrželi dva z útočníků (Nawaf al-Hazmi a Khalid al-Mihdhar), když vstoupili na americké území a informace o nich nepředali FBI.

### Role Saúdské Arábie
Podle odtajněné zprávy společné vyšetřovací komise obou komor amerického Kongresu z konce roku 2002 hrála Saúdská Arábie v přípravách útoků 11. září větší roli, než bylo dosud přiznáváno. V březnu 2016 saúdská vláda pohrozila Spojeným státům, že se zbaví amerických aktiv v hodnotě více než 750 miliard dolarů, pokud americký Kongres označí Saúdskou Arábii jako zodpovědnou za útoky z 11. září.

## Památka obětem

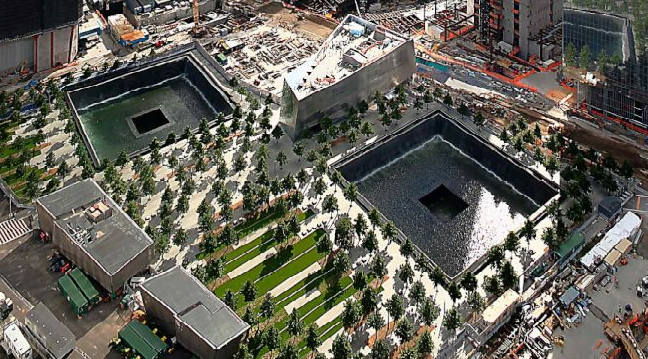
Národní památník a muzeum 11. září

Ve dnech následujících po útoku se konalo mnoho vzpomínkových akcí a vzniklo mnoho improvizovaných památníků. Další vzpomínkové akce se konají pravidelně v den výročí útoku. Mezi nejviditelnější patří Tribute in Light (pocta světlem), noční instalace 88 světlometů umístěných v půdorysech WTC. Ta se koná od roku 2002 každoročně v den výročí útoku. Od soumraku 11. září až do úsvitu 12. září vysoko nad město září dva sloupce světla. Připomínají tak budovy „dvojčat“ a sahají do výšky až 6 kilometrů od země, což opravdu vytváří dojem světel vedoucích až „do nebe“. Na každou světelnou věž je každoročně použito 44 xenonových světel. Žárovky o síle 7 000 wattů jsou rozmístěny ve dvou čtvercích o velikosti 15 metrů a symbolizují tak „ducha“ obou budov. Mohutné sloupy světel jsou samozřejmě velmi dobře viditelné, zahlédnout se dají v okruhu neuvěřitelných 100 kilometrů kolem New Yorku. Tvůrci Pocty světlem se přitom museli potýkat s mnohými problémy. Jedním z nich bylo i 10 000 tažných ptáků, kteří se jednou do světel připletli a oslepení nemohli najít cestu ven. Kvůli tomu jsou vždy všechna světla během noci na 20 minut vypnuta, ptáci se tak mohou opět zorientovat a pokračovat v letu.
Vítězným projektem pro stavbu trvalého památníku obětí na Ground zero se stalo dílo architektů Michaela Arada a Petera Wolkera s názvem Reflecting Absence (Odraz nepřítomnosti). To počítalo s vytvořením dvou nepříliš hlubokých „nádrží“ přesně na místech, kde stály věže WTC. V těchto nádržích, obklopených listnatými stromy, jsou po vnějších stranách instalována jména všech obětí z 11. září 2001 a také 6 obětí teroristického útoku na WTC z 26. února 1993. Do soutěže se zapojilo více než 5 000 projektů. Realizace vítězného projektu začala v roce 2006, slavnostně byl odhalen v roce 2011, přesně na den desátého výročí útoku. Slavnostního otevření památníku se zúčastnil prezident Spojených států Barack Obama i s první dámou Michelle Obamovou a jeho předchůdce v úřadu George Bush s manželkou Laurou. Přítomna byla také ministryně zahraničních věcí USA a bývalá první dáma Hillary Clintonová.
Památník u Pentagonu byl slavnostně odhalen při sedmém výročí útoku v roce 2008. Trvalý památník na místě dopadu letu 93 zatím postaven není. Další trvalé památníky již vyrostly po celých Spojených státech.